# 布魯克賽德 (新澤西州)
布魯克賽德（英語：Brookside）是位於美國新澤西州摩里斯縣的普查規定居民點。

## 人口
根據2020年美國人口普查的數據，布魯克賽德的面積為6.26平方千米，當中陸地面積為6.22平方千米，而水域面積為0.04平方千米。當地共有人口1767人，而人口密度為每平方千米282.27人。